# مقاطعة سيمبسون (كنتاكي)
مقاطعة سيمبسون (بالإنجليزية: Simpson County, Kentucky)‏ هي إحدى مقاطعات ولاية كنتاكي في الولايات المتحدة. تأسست سنة 1819، بلغ عدد سكانها 16405 نسمة في عام 2010 حسب إحصاء مكتب تعداد الولايات المتحدة .

## وصلات خارجية
- United States Counties